# Shunqing

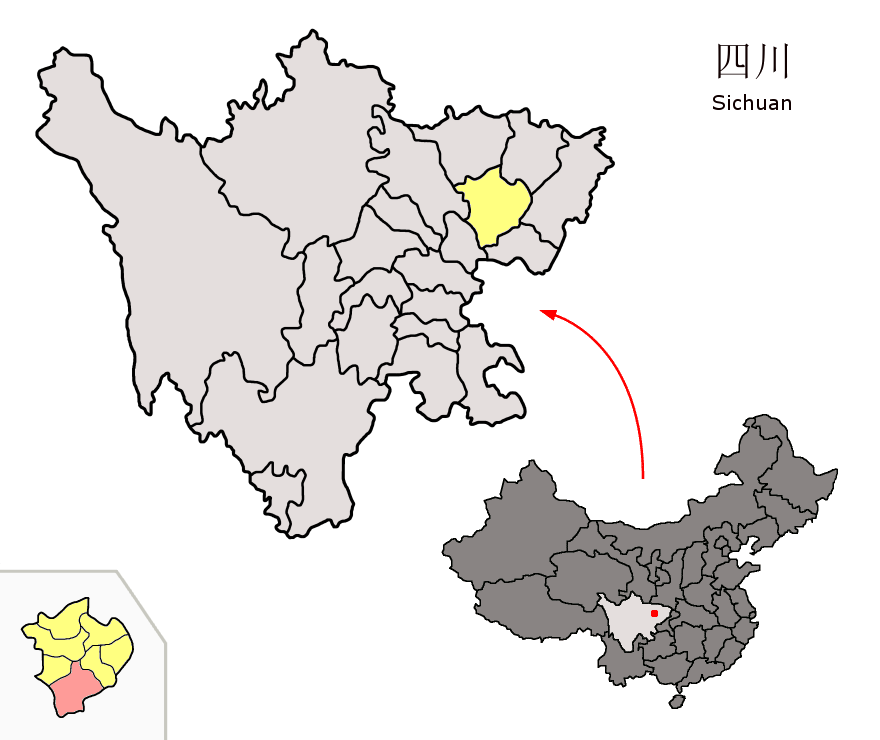
Lage des Gebietes der drei Stadtbezirke (rosa) von Nanchong (gelb).

Der Stadtbezirk Shunqing (顺庆区,  Shùnqìng Qū) ist ein Stadtbezirk der bezirksfreien Stadt Nanchong im Nordosten der südwestchinesischen Provinz Sichuan. Er hat eine Fläche von 541,5 Quadratkilometern und zählt 834.294 Einwohner (Stand: Zensus 2020).

## Administrative Gliederung
Auf Gemeindeebene setzt sich der Stadtbezirk aus sieben Straßenvierteln, acht Großgemeinden und vierzehn Gemeinden zusammen. 